# Fun Fun
Fun Fun war ein Italo-Disco-Projekt, das Mitte der 1980er Jahre mehrere Charterfolge verbuchen konnte.

## Bandgeschichte
Zunächst war Ivana Spagna die Stimme von Fun Fun, dann übernahmen Antonelle Pepe und Angela Parisi diesen Part. Die Sängerinnen beschränkten sich auf die Studioarbeit. Dargestellt wurde der Act von den Models Roberta Servelli, die später durch Elena Trastulli ersetzt wurde, und Francesca Merola.
Bereits die erste Single Happy Station, an der Spagna mitgeschrieben hatte, wurde Anfang 1984 ein Hit. Der Titel platzierte sich in den Top 20 der deutschen (Platz 11) und österreichischen Hitparade (Platz 15) und lief erfolgreich in den europäischen Diskotheken. Colour My Love stieg kurze Zeit später auf Platz 17 der Single-Charts in Deutschland. Das dazugehörige und von Dario Raimondi und Alvaro Ugolini produzierte Album Have Fun! kam im gleichen Jahr in die Läden.
1985 knüpfte Give Me Your Love an diesen Erfolg an, eroberte aber auch eine Top-10-Position in der Schweiz (Platz 10) und obere Plätze der Billboard Hot-Dance-Music-Charts (Platz 11). Mit Baila Bolero aus dem Album Double Fun schafften es die Italienerinnen 1987 nochmals in die Schweizer Hitparade (Platz 16) und in die Billboard Dance-Charts (Platz 36).

## Mitglieder
- Ivana Spagna – Gesang
- Antonelle Pepe – Gesang
- Angela Parisi – Gesang
- Francesca Merola – Model
- Roberta Servelli – Model
- Elena Trastulli – Model

## Diskografie

### Alben
- 1984: Have Fun!
- 1987: Double Fun
- 1988: Fun Fun Mix (Master Rap) nur Spanien, Musikkassette
- 1994: The Best of Fun Fun

### Singles
- 1983: Happy Station
- 1984: Color My Love
- 1984: Give Me Your Love
- 1985: Give Me Your Love (Remix)
- 1985: Sing Another Song (Remix)
- 1985: Living in Japan
- 1986: Baila Bolero
- 1987: Mega Hit Mix
- 1987: Gimme Some Loving (House Mix)
- 1987: Could This Be Love
- 1989: Give Me Love
- 1994: I’m Needin’ You
- 2000: Baila Bolero 2000
- 2005: Happy Station (Rico Bass vs. Fun Fun)
- 2020: Happy Station (The Magician/Vocoder Remixes)
- 2021: Color My Love (Rivas Remixes)
- 2021: Give a Little Love Again (M.B. vs. Dom Scott Remix)
- 2021: Give a Little Love Again (Massimo Berardi Remix)
- 2021: Baila Bolero (Krystal Klear/Robbie Rivera Remixes)
- 2021: Give Me Your Love (Harris & Hurr Remix)
- 2022: No More Tears (Eddy Mi Ami Remix)
- 2024: Give Me Your Love (Ben Liebrand Le Disco Remix)
- 2024: Happy Station (Ben Liebrand „Le Disco“ Remix)